# Всеизраильский водопровод
Всеизраильский водопровод (также трансизраильский водовод; ивр. המוביל הארצי‎ ха-Мови́ль ха-арци́) — система инженерных сооружений, объединяющая в единое целое источники водоснабжения в Израиле. Его главная задача — транспортировка воды с севера страны, в основном из озера Кинерет, в сильно заселённый центр и засушливый юг, в том числе в северную часть пустыни Негев, где после его постройки стало возможным занятие интенсивным земледелием. Кроме того, он сильно повысил эффективность использования воды в стране.
Всеизраильский водопровод является самым большим объектом системы водоснабжения в Израиле. Состоит из трубопроводов, насосных станций, резервуаров, открытых каналов и туннелей. Общая длина магистральных водоводов — около 130 км. Пропускная способность — 72 тыс. кубометров воды в час, что соответствует примерно 1,7 млн кубометров в сутки. Строительство водопровода представляло собой сложную техническую задачу, поскольку он должен был проходить по участкам с разнородной почвой и неровным рельефом.

## История

### Предпосылки
Молодое еврейское государство, провозглашённое в 1948 году, в первые же годы своего существования столкнулось с проблемой водообеспечения сельскохозяйственных поселений. Население страны увеличивалось быстрыми темпами, главным образом за счёт притока беженцев из арабских стран и послевоенной Европы. За десять лет население Израиля возросло более чем в два раза, и в 1958 году составило 2 млн человек, по сравнению с 800 тыс. в момент его создания. Репатрианты размещались, в основном, в сельскохозяйственных поселениях — моша́вах и кибу́цах, и их деятельность требовала большого количества воды. От стабильного доступа к воде зависела продовольственная безопасность страны и возможность принять и расселить как можно большее количество репатриантов. Это, в свою очередь, считалось вопросом самого существования еврейского государства. Поскольку территория Израиля, как и всего Ближнего Востока, бедна водными ресурсами, проблема переброски воды в наиболее засушливые районы стояла весьма остро. В качестве источника воды наиболее подходили единственное большое пресное озеро страны Кинерет и впадающая в него река Иордан.
Ещё в 1902 году основоположник идеологии политического сионизма Теодор Герцль в своём романе на немецком языке «Альтнойланд» (нем. Altneuland, «Старая новая земля») предложил использовать реку Иордан в качестве основного источника воды для нужд сельского хозяйства нового государства. Идея создания всеизраильского водопровода была выдвинута позже, в 1939 году, американским учёным, одним из крупнейших специалистов по сельскохозяйственной экономике, доктором Уолтером Клеем Лаудермилком, в его книге «Страна обетованная». Вдохновлённые этой идеей, Хаим Вейцман, который тогда был председателем Еврейского агентства, и американский инженер Джеймс Биньямин Хайс разработали план переброски части вод Иордана для орошения южных сельскохозяйственных угодий. Фактически первые шаги по созданию всеизраильского водопровода стали предприниматься только после провозглашения независимости государства Израиль.

### Проектирование и постройка
В 1950 году правительством Израиля во главе с премьер-министром Давидом Бен-Гурионом была сформирована комиссия по выработке плана строительства всеизраильского водопровода. Тогда же был создан профессиональный совет с участием мировых специалистов, который на всех этапах проводил консультацию комиссии. На ранних стадиях проект был известен под названием Мифа́ль а-Ярде́н (иорданский проект), но в государственных документах он упоминается как Мови́ль арци́ (Мови́ль ма́им арци́ — государственный водовод). В 1952 году был разработан первый национальный план развития водных ресурсов, рассчитанный на 7 лет вперёд. В рамках этого плана предполагалось объединение всех источников воды в единую государственную систему и распределение воды по всем районам страны, где она требовалась. В конце 1952 года его одобрило правительство Израиля.
Планировался отвод воды из реки Иордан с помощью канала от Моста дочерей Иакова (Бно́т Яако́в), примерно в десяти километрах выше по течению от озера Кинерет. Канал должен был заканчиваться в районе Коразим. Также предполагалось организовать искусственный водопад от Коразим до Кинерета для выработки электричества. На юг вода поступала бы самотёком через каналы и трубы. Всего планировалось выкачивать из Иордана примерно 420 млн кубометров воды в год.
В 1953 году компания «Мекорот», государственная компания водоснабжения, приступила к реализации проекта. Прокладка отводного канала происходила вблизи сирийской границы, и частично — в демилитаризованной зоне. Сразу после начала строительных работ сирийцы стали им противодействовать как военными (артобстрелы и минирование), так и дипломатическими способами (обращение в ООН и комиссию по прекращению огня). В конце октября 1953 года Совет Безопасности ООН запретил прокладку отводного канала. Тогда компания «Мекорот» разработала альтернативный план, согласно которому основная часть воды для водовода должна забираться из озера Кинерет.
Окончательный вариант нового проекта был готов в 1956 году. Тогда же его одобрило правительство Израиля. Проект был гигантским по масштабам Израиля того времени, и был закончен только через восемь лет. В июне 1964 года, без лишнего шума и церемоний, чтобы не провоцировать арабские страны, всеизраильский водопровод был введён в эксплуатацию. С тех пор он ежегодно доставляет около 400 млн кубометров воды в засушливые районы страны.

### «Война за воду»
В сентябре 1964 года, вскоре после открытия всеизраильского водопровода, в Каире собралась Лига арабских государств. Основным вопросом на повестке дня было лишение Израиля возможности откачки воды из Кинерета и Иордана и её дальнейшей переброски на юг. Ещё в 1953 году Сирия предлагала вырыть отводной канал, собирающий воды рек Хасбани, Банияс и меньших ручьёв, стекающих с Голанских высот и питающих реку Иордан и озеро Кинерет. Полученную таким образом воду предполагалось через семьдесят километров сбросить самотёком в реку Ярмук и поделить между Сирией и Иорданией. На этот раз план был принят Лигой, и были выделены необходимые для этого деньги. В начале ноября начались строительные работы.
Реализация сирийской программы угрожала самому существованию Израиля, поскольку предполагала отвод 60 % вод Иордана и, как следствие, резкое падение уровня воды в озере Кинерет. Это означало существенное сокращение количества питьевой воды в стране. Поэтому правительство Израиля приняло решение любой ценой предотвратить осуществление этой программы.
Этот конфликт впоследствии привёл к так называемой «Войне за воду» между Сирией и Израилем. Сирией было сделано три попытки строительства отводного канала. Все три были предотвращены военными операциями Армии обороны Израиля. После каждой неудавшейся попытки строительство отдалялось от израильско-сирийской границы. Для того, чтобы Израиль не был обвинён в агрессии по отношению к Сирии и нарушении соглашений о прекращении огня, операциям предшествовали вылазки патрулей или распашка земель в демилитаризованных зонах, которые сирийцы считали запрещёнными для посещения израильтянами. На это сирийские войска неизменно отвечали обстрелом израильской территории. Операции представлялись как ответы на такие обстрелы. В 1967 году в ходе Шестидневной войны Израиль оккупировал Голанские высоты, и угроза отвода притоков Иордана исчезла.

### Диверсии и теракты
1 января 1965 года боевики ФАТХ попытались взорвать водопровод. Это была первая боевая операция этой организации и считается её «днём рождения». Террористы должны были проникнуть на территорию Израиля из Египта и Иордании. Попытка оказалась неудачной, в основном из-за плохой подготовки боевиков. Часть из них была схвачена египетскими и иорданскими пограничниками, часть — израильскими службами безопасности. После войны 1967 года попытки диверсий на объектах водопровода участились, и стали возникать опасения, что террористы могут отравить транспортируемую воду. Детальная проверка сооружений водопровода показала, что такая возможность практически отсутствует по чисто техническим причинам.

## Описание

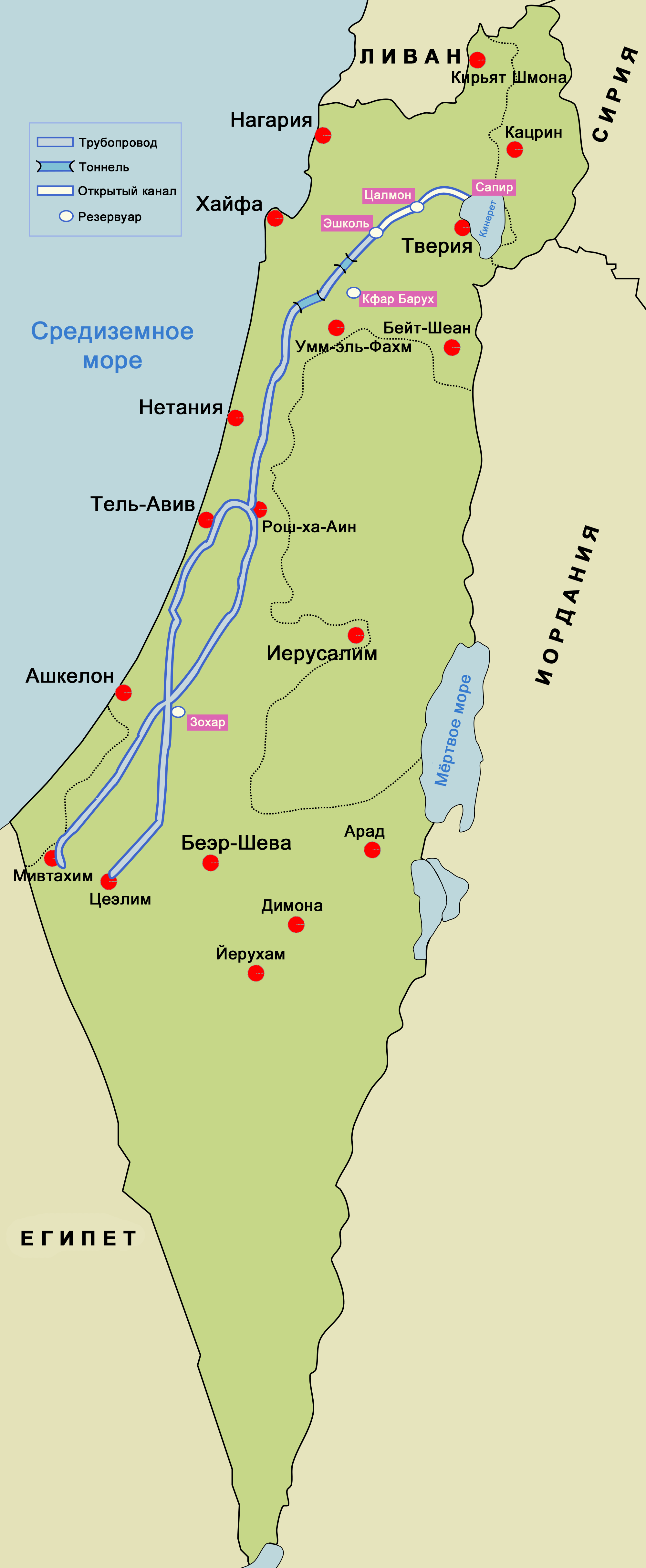
Маршрут всеизраильского водопровода

### Маршрут
Вода поступает во всеизраильский водопровод через трубу, погружённую в озеро Кинерет в северной его части. По этой трубе вода идёт на насосную станцию Сапир, расположенную возле Табхи. Станция перекачивает воду с 213 метров ниже уровня моря на 257 метров вверх, до высоты 44 метра выше уровня моря. Для перекачки воды используется 3 насоса мощностью 30 тыс. лошадиных сил каждый. Далее вода стекает в 17-километровый Иорданский канал, а оттуда — в канал долины Цалмон, являющийся действующим резервуаром вместимостью 1 млн кубометров. Насосная станция Цалмон перекачивает воду ещё на 115 метров вверх, в тоннель «Яаков» и далее в канал долины Бейт-Нетофа. Длина канала — 17 километров. По нему вода доставляется в резервуары Эшколь. Здесь вода очищается от осадка и хлорируется. Также здесь берётся проба воды для оценки качества. Потом вода поступает в 86-километровый трубопровод, идущий до города Рош-ха-Аин, откуда попадает в водопровод Яркон — Негев. Здесь же от главной магистрали всеизраильского водопровода отходит боковая ветка, снабжающая водой Иерусалим.

### Статистика
- Строительство всеизраильского водопровода обошлось государству в 420 млн израильских лир (в ценах 1964 года).
- Сразу после введения водопровода в эксплуатацию в 1964 году, 80 % транспортируемой им воды предназначалось для использования в сельском хозяйстве. В начале 1990-х на нужды сельского хозяйства отводилась уже только половина воды из водопровода, в то время как другая половина использовалась в качестве питьевой.
- Общая протяжённость магистральных линий водопровода — 130 км.
- Пропускная способность водопровода — 450 млн кубометров в год.

## Альтернативные проекты

### План Герцля
В своей книге «Старая новая земля», изданной в 1902 году, Теодор Герцль предложил, помимо использования реки Иордан в качестве основного источника пресной воды для орошения, прорыть канал от Средиземного моря к Мёртвому, и таким образом получить возможность использовать перепад высот между Мёртвым морем и Мировым океаном для выработки электричества. Канал должен был начинаться недалеко от Хайфы, проходить через Бейт-Шеан в долину Иордана и дальше идти параллельно Иордану до Мёртвого моря.

### План Хайса
Другой проект был разработан американским инженером Джеймсом Биньямином Хайсом и известным деятелем сионизма Хаимом Вейцманом. Он был основан на идеях, опубликованных в книге Уолтера Клея Лаудермилка «Страна обетованная». В рамках проекта предполагалось организовать использование всех водных ресурсов Израиля — около 2 млрд кубометров воды в год — для нужд сельского хозяйства и для получения электричества.
Основные идеи проекта — отвести часть потока реки Литани в реку Хацбани, которую планировалось перенаправить с помощью дамб и каналов в район южнее Тель-Хая, и там организовать искусственный водопад для выработки электроэнергии. Планировалось также переправлять воду из Тель-Хая в долину Бейт-Нетофа, которая стала бы государственным водохранилищем вместимостью около 1 млрд кубометров (четверть объёма озера Кинерет). На выходе из водохранилища, согласно проекту, должна была находиться гидроэлектростанция. Оттуда воду предполагалось пустить по открытому каналу к Рафиаху. По пути на юг канал собирал бы воду локальных потоков и так называемых вади — сухих русел, заполняющихся водой во время ливней. Реализация плана могла привести к значительному увеличению солёности озера Кинерет. Чтобы это предотвратить, предполагалось перенаправить в озеро сток реки Ярмук.
Проект предполагал реализацию в два шага общим сроком в десять лет. Он не был принят ввиду неподъёмности для экономики Израиля того времени.

### План Джонстона
В 1953 году, для разрешения водного конфликта между Сирией и Израилем, президент США Эйзенхауэр направил на Ближний Восток специального посланника Эрика Джонстона во главе команды специалистов по вопросам использования водных ресурсов. Джонстон предложил установить фиксированные квоты для каждой из стран региона на использование воды бассейна реки Иордан. Израилю выделялось 31 % вод рек Иордан и Ярмук. В конце концов предложение было отвергнуто как Израилем, так и арабскими странами.